# Katastrofa promu Express Samina
Katastrofa promu Express Samina – katastrofa morska, która wydarzyła się 26 września 2000 roku w pobliżu wyspy Paros na Morzu Egejskim. 
Grecki prom Samina Express uderzył w skały, czego następstwem było zatonięcie jednostki. W katastrofie śmierć poniosły 82 osoby z 534 na pokładzie (473 pasażerów i 61 członków załogi). 
Powodem katastrofy były zaniedbania ze strony załogi. Sąd orzekł surowe kary: pierwszego oficera skazano na 19 lat pozbawienia wolności, a kapitana promu na 12 lat. Właściciel firmy, do której należał prom, popełnił samobójstwo skacząc z okna swojego biura.